# 1. FC Union Berlin
1. Fußballclub Union Berlin – niemiecki klub piłkarski z siedzibą w Berlinie, w dzielnicy Köpenick.

## Historia
Klub został pierwotnie założony w 1906 i do 1945 roku występował jako SC Union 06 Oberschöneweide, a pod obecną nazwą występuje od roku 1966.
Kalendarium
- 17.06.1906 – został założony jako FC Olympia 06 Oberschöneweide
- 20.02.1909 – zmienił nazwę na SC Union Oberschöneweide
- 1945 – został rozwiązany
- 1945 – został na nowo założony jako SG Oberschöneweide
- 1948 – zmienił nazwę na SG Union Oberschöneweide
- 09.06.1950 – ucieczka części pierwszego zespołu do Berlina Zachodniego i założenie nowego klubu SC Union 06 Berlin.
- 28.06.1951 – połączył się z BSG Motor Oberschöneweide
- 01.02.1955 – połączył się z SC Motor Berlin
- 1957 – zmienił nazwę na TSC Oberschöneweide
- 18.02.1963 – połączył się z SC Rotation Berlin i SC Einheit Berlin tworząc TSC Berlin
- 20.01.1966 – odłączenie sekcji piłkarskiej od TSC Berlin jako 1. FC Union Berlin
- 27.05.2019 – w barażach przeciw VfB Stuttgart (2:2, 0:0) Union Berlin wywalczył awans do Bundesligi, po raz pierwszy w swojej historii oraz uzyskał promocję jako 56 klub w dziejach tych rozgrywek[2].

## Sukcesy
Jako SC Union Oberschöneweide
- Wicemistrzostwo Niemiec: 1923
- Mistrzostwo Berlina: 1920, 1923, 1940, 1948
- Puchar Berlina: 1947, 1948

Jako 1. FC Union Berlin
- Zdobywca Pucharu NRD (FDGB Pokal): 1968
- Finalista Pucharu Niemiec: 2001
- Mistrzostwo Berlina: 2010 (druga drużyna)
- Puchar Berlina: 1994, 2007 i 2009
- Zwycięzca grupy w Pucharze Intertoto: 1986
- 4. miejsce w sezonie 2022/2023 Bundesligi
- 1/8 Ligi Europy w sezonie 2022/2023

## Sezony (w XXI wieku)
| Sezon     | Liga                    | Poziom | Miejsce | Uwagi                    |
| --------- | ----------------------- | ------ | ------- | ------------------------ |
| 1999/2000 | Regionalliga (Nordost)  | III    | 1.      | przegrane baraże o awans |
| 2000/2001 | Regionalliga (Nord)     | III    | 1.      |                          |
| 2001/2002 | 2. Bundesliga           | II     | 6.      |                          |
| 2002/2003 | 2. Bundesliga           | II     | 9.      |                          |
| 2003/2004 | 2. Bundesliga           | II     | 17.     |                          |
| 2004/2005 | Regionalliga (Nord)     | III    | 19.     |                          |
| 2005/2006 | Oberliga (Nordost-Nord) | IV     | 1.      |                          |
| 2006/2007 | Regionalliga (Nord)     | III    | 12.     |                          |
| 2007/2008 | Regionalliga (Nord)     | III    | 4.      |                          |
| 2008/2009 | 3 liga                  | III    | 1.      |                          |
| 2009/2010 | 2. Bundesliga           | II     | 12.     |                          |
| 2010/2011 | 2. Bundesliga           | II     | 11.     |                          |
| 2011/2012 | 2. Bundesliga           | II     | 7.      |                          |
| 2012/2013 | 2. Bundesliga           | II     | 7.      |                          |
| 2013/2014 | 2. Bundesliga           | II     | 9.      |                          |
| 2014/2015 | 2. Bundesliga           | II     | 7.      |                          |
| 2015/2016 | 2. Bundesliga           | II     | 6.      |                          |
| 2016/2017 | 2. Bundesliga           | II     | 4.      |                          |
| 2017/2018 | 2. Bundesliga           | II     | 8.      |                          |
| 2018/2019 | 2. Bundesliga           | II     | 3.      | awans po barażach        |
| 2019/2020 | Bundesliga              | I      | 11.     |                          |
| 2020/2021 | Bundesliga              | I      | 7.      |                          |
| 2021/2022 | Bundesliga              | I      | 5.      |                          |
| 2022/2023 | Bundesliga              | I      | 4.      |                          |
| 2023/2024 | Bundesliga              | I      | 15.     |                          |
| 2024/2025 | Bundesliga              | I      | 13.     |                          |

## Obecna kadra
Aktualny na 30 stycznia 2023
| Nr | Poz. | Piłkarz                              |
| -- | ---- | ------------------------------------ |
| 1  | BR   | Frederik Rønnow                      |
| 2  | PO   | Morten Thorsby                       |
| 3  | OB   | Paul Jaeckel                         |
| 4  | OB   | Diogo Leite (wypożyczony z FC Porto) |
| 5  | OB   | Danilho Doekhi                       |
| 7  | PO   | Levin Öztunalı                       |
| 8  | PO   | Rani Khedira (wicekapitan)           |
| 11 | NA   | Sven Michel                          |
| 12 | BR   | Jakob Busk                           |
| 13 | PO   | András Schäfer                       |
| 14 | PO   | Paul Seguin                          |
| 16 | NA   | Tim Maciejewski                      |
| 17 | NA   | Kevin Behrens                        |
| 18 | OB   | Josip Juranović                      |

| Nr | Poz. | Piłkarz                                        |
| -- | ---- | ---------------------------------------------- |
| 19 | PO   | Janik Haberer                                  |
| 20 | PO   | Aïssa Laïdouni                                 |
| 23 | OB   | Niko Gießelmann                                |
| 25 | OB   | Timo Baumgartl (wypożyczony z PSV Eindhoven)   |
| 26 | OB   | Jérôme Roussillon                              |
| 27 | NA   | Sheraldo Becker                                |
| 28 | OB   | Christopher Trimmel (kapitan)                  |
| 30 | PO   | Kevin Möhwald                                  |
| 31 | OB   | Robin Knoche                                   |
| 32 | PO   | Miloš Pantović                                 |
| 37 | BR   | Lennart Grill (wypożyczony z Bayer Leverkusen) |
| 40 | NA   | Jamie Leweling                                 |
| 45 | NA   | Jordan Pefok                                   |

### Piłkarze na wypożyczeniu
| Nr | Poz. | Piłkarz                                                   |
| -- | ---- | --------------------------------------------------------- |
|    | OB   | Mathis Bruns (w Lecce U19 do 30 czerwca 2024)             |
|    | OB   | Dominique Heintz (w VfL Bochum do 30 czerwca 2023)        |
|    | OB   | Tymoteusz Puchacz (w Panathinaikos AO do 30 czerwca 2023) |
|    | OB   | Rick van Drongelen (w Hansa Rostock do 30 czerwca 2023)   |

| Nr | Poz. | Piłkarz                                                  |
| -- | ---- | -------------------------------------------------------- |
|    | NA   | Laurenz Dehl (w Viktoria Berlin do 30 czerwca 2023)      |
|    | NA   | Keita Endo (w Eintracht Braunschweig do 30 czerwca 2023) |
|    | NA   | Tim Skarke (w FC Schalke 04 do 30 czerwca 2023)          |

## Europejskie puchary
Legenda do wszystkich tabel:
- Q – runda eliminacyjna, 1/16, 1/8, 1/4, 1/2 – odpowiednia faza rozgrywek, Grupa – runda grupowa, 1r gr – pierwsza runda grupowa, 2r gr – druga runda grupowa, F – finał, R – runda, PO – play-off
- k. – rzuty karne, los. – losowanie, Dogr. – dogrywka, w. – zasada bramek strzelonych na wyjeździe

| Sezon   | Rozgrywki                 | Runda   | Przeciwnik    | Dom                       | Wyjazd                    | Ogólnie                   |
| ------- | ------------------------- | ------- | ------------- | ------------------------- | ------------------------- | ------------------------- |
| 1968/69 | Puchar Zdobywców Pucharów | 1R      | Spartak Sofia | obie drużyny wycofały się | obie drużyny wycofały się | obie drużyny wycofały się |
| 2001/02 | Puchar UEFA               | 1R      | FC Haka       | 3–0                       | 1–1                       | 4–1                       |
| 2001/02 | Puchar UEFA               | 2R      | Liteks Łowecz | 0–2                       | 0–0                       | 0–2                       |
| 2021/22 | Liga Konferencji Europy   | PO      | KuPS          | 0–0                       | 4–0                       | 4–0                       |
| 2021/22 | Liga Konferencji Europy   | Grupa E | Slavia Praga  | 1–1                       | 1–3                       | 3. miejsce                |
| 2021/22 | Liga Konferencji Europy   | Grupa E | Maccabi Hajfa | 3–0                       | 1–0                       | 3. miejsce                |
| 2021/22 | Liga Konferencji Europy   | Grupa E | Feyenoord     | 1–2                       | 1–3                       | 3. miejsce                |
| 2022/23 | Liga Europy               | Grupa D | Royal Union   | 0–1                       | 1–0                       | 2. miejsce                |
| 2022/23 | Liga Europy               | Grupa D | SC Braga      | 1–0                       | 0–1                       | 2. miejsce                |
| 2022/23 | Liga Europy               | Grupa D | Malmö FF      | 1–0                       | 1–0                       | 2. miejsce                |
| 2022/23 | Liga Europy               | 1/16    | Ajax          | 3–1                       | 0–0                       | 3–1                       |
| 2022/23 | Liga Europy               | 1/8     | Royale Union  | 3–3                       | 0–3                       | 3–6                       |
| 2023/24 | Liga Mistrzów             | Grupa C | SSC Napoli    | 0–1                       | 1–1                       | 4. miejsce                |
| 2023/24 | Liga Mistrzów             | Grupa C | Real Madryt   | 2–3                       | 0–1                       | 4. miejsce                |
| 2023/24 | Liga Mistrzów             | Grupa C | SC Braga      | 2–3                       | 1–1                       | 4. miejsce                |

## Galeria

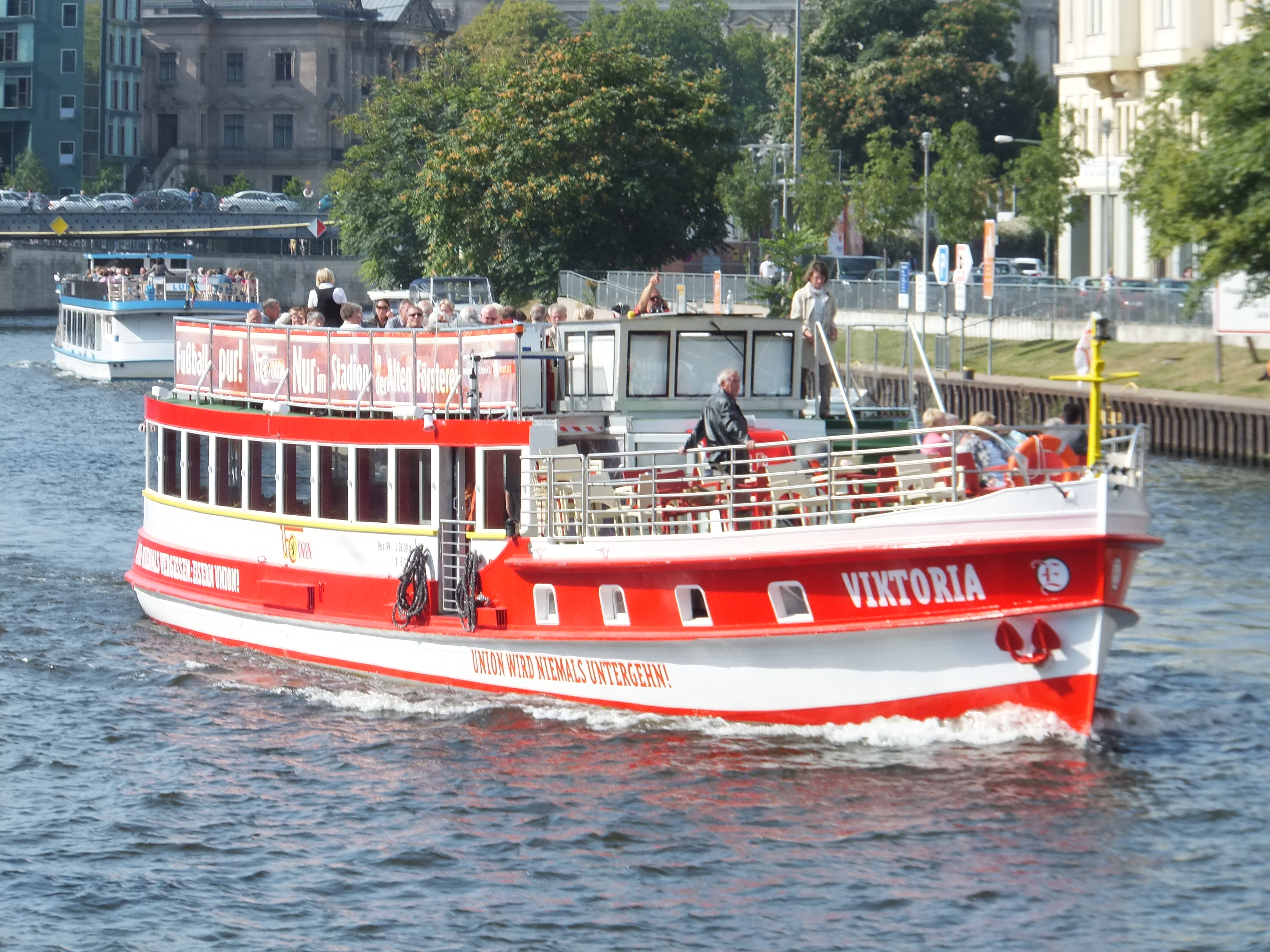
Łódź Union Berlin
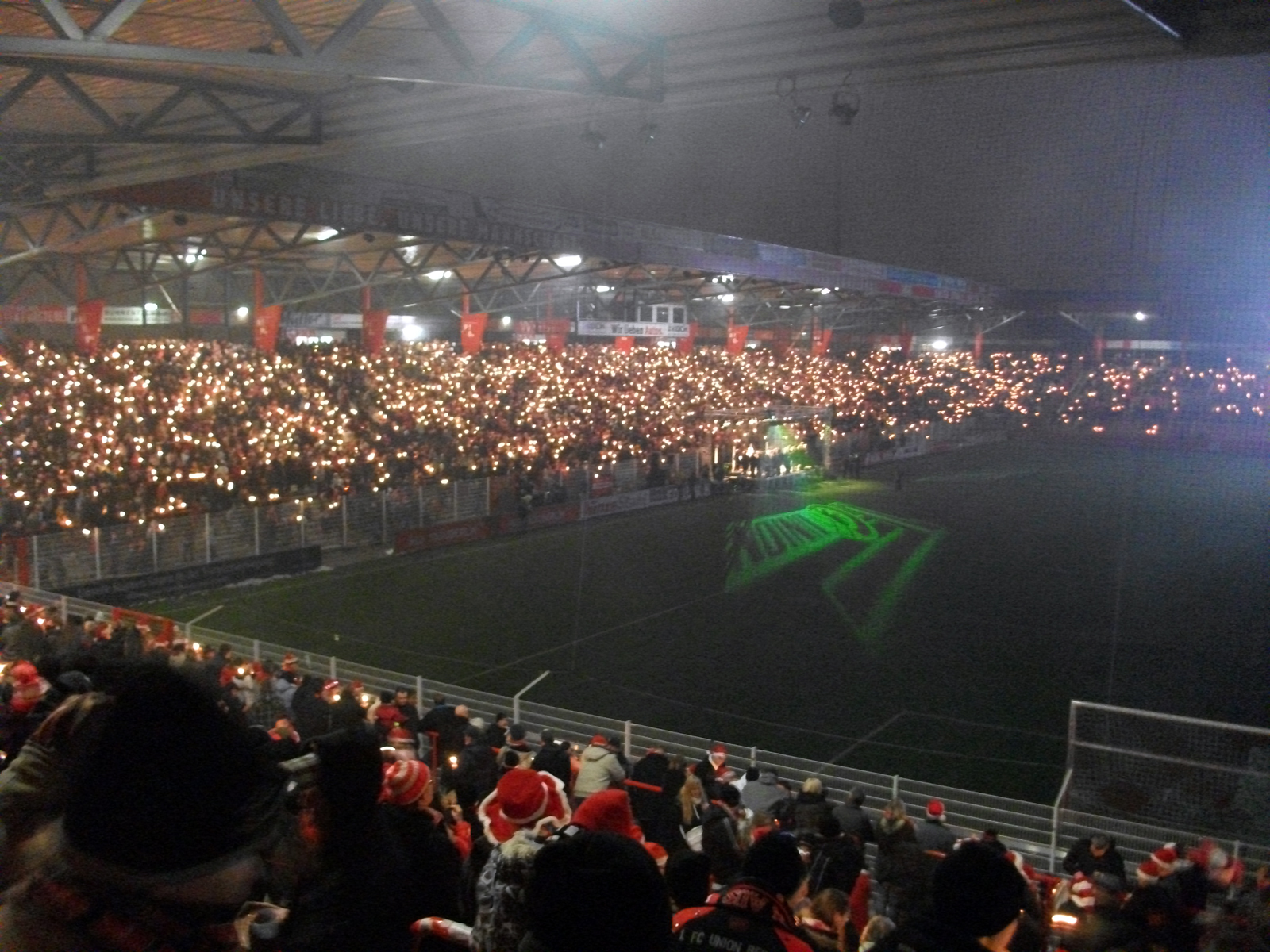
Weihnachtssingen
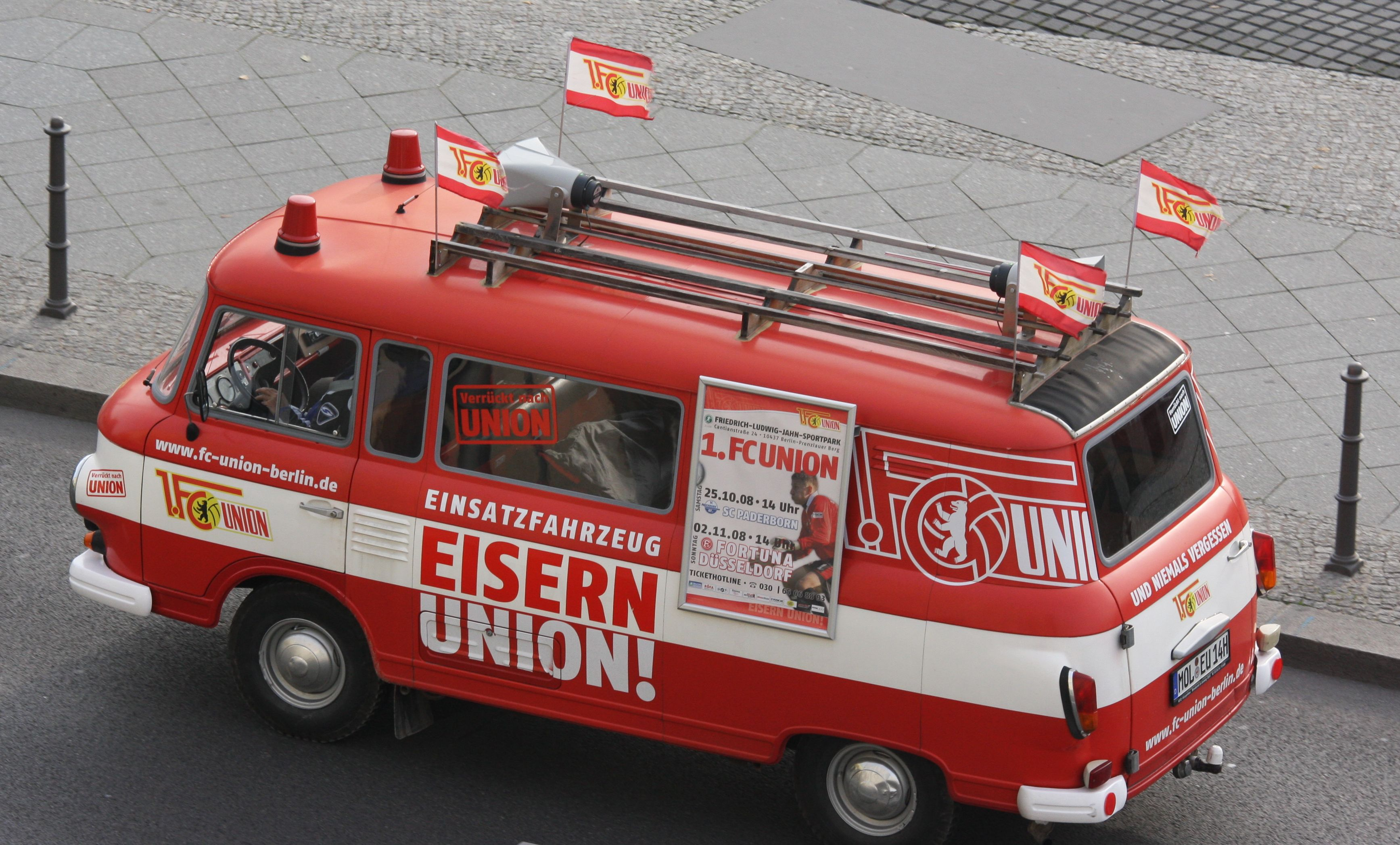
Autobus Union Berlin